# Emily Kinney
Emily Kinney (Wayne, Nebraska 1985. augusztus 15. –) amerikai színész- és énekesnő.

## Élete
Emily Kinney 1985. augusztus 15-én született Wayne-ben Jean és Vaughn Kinney gyermekeként. A Nebraska Wesleyan University-n és a New York University-n tanult. 2007-ben a Hot for Teacher című filmben debütált színészként. 2011-ben megkapta Beth Greene szerepét a The Walking Deadben.

## Filmográfia

### Filmek, rövidfilmek
| Év   | Cím                                     | Szerep        |
| ---- | --------------------------------------- | ------------- |
| 2007 | Hot for Teacher                         | Tamara Bailey |
| 2007 | Aunt Tigress                            | Gina          |
| 2009 | Egyszerűen bonyolult (It's Complicated) | pincérnő      |
| 2013 | Kertvárosi bordély (Concussion)         |               |

### Televíziós sorozatok
| Év        | Cím                                                             | Szerep                        | Magyar hang   |
| --------- | --------------------------------------------------------------- | ----------------------------- | ------------- |
| 2007      | The Gamekillers                                                 | The Swarm                     |               |
| 2008      | Esküdt ellenségek: Bűnös szándék (Law & Order: Criminal Intent) | Jeannie Richmonds             |               |
| 2009      | Zűrös zsaruk (The Unusuals)                                     | Amanda Maint                  |               |
| 2010      | A férjem védelmében                                             | Milla Burchfield              |               |
| 2011      | The Big C                                                       | Emily                         |               |
| 2011–2015 | The Walking Dead                                                | Beth Greene                   | Hermann Lilla |
| 2012      | Esküdt ellenségek: Különleges ügyosztály                        | Haley Cole                    |               |
| 2014      | Gyilkos hajsza                                                  | Mallory Hodge                 |               |
| 2014      | Mindörökké                                                      | Jennifer Schroeder            |               |
| 2015      | Flash – A Villám                                                | Brie Larvan / Bug-Eyed Bandit |               |
| 2015      | Masters of Sex                                                  | Nora Everett                  |               |
| 2015      | A sebész (The Knick)                                            | Daisy Ryan                    |               |
| 2016      | A zöld íjász                                                    | Brie Larvan / Bug-Eyed Bandit |               |
| 2016      | Conviction                                                      | Tess Larson                   | Sallai Nóra   |

## Album
- Blue Toothbrush (2011)
- Expired Love (2013)
- This Is War (2015)

## További információ
- Hivatalos oldal
- Emily Kinney a Facebookon
- Emily Kinney a PORT.hu-n (magyarul)
- Emily Kinney az Internetes Szinkronadatbázisban (magyarul)
- Emily Kinney az Internet Movie Database-ben (angolul)
- Emily Kinney a Rotten Tomatoeson (angolul)